# Governatore di Roma (Santa Sede)
Vice camerlengo o governatore di Roma era il titolo utilizzato nell'ordinamento della Chiesa cattolica per indicare alcune eminenti figure della Curia romana. Il vice camerlengo era un vescovo o un cardinale sottoposto al Camerlengo della Chiesa cattolica. Nella Roma pontificia (ossia fino al 1870) rivestì la carica temporale di Governatore della città (nello specifico, di responsabile dell'ordine pubblico).

## Storia
L'istituzione della carica di vice camerlengo avvenne nel 1198 ad opera di Innocenzo III, il quale diminuì l'antico potere che il governatore di Roma (formatosi all'epoca dell'Impero romano) deteneva sull'amministrazione cittadina, sostituendolo progressivamente con la figura del camerlengo.

## Cariche e compiti
Secondo quanto riportato dal Lunadoro nelle Relazioni della corte di Roma del 1644, il governatore di Roma precedeva la maggior parte delle cariche dello stato della chiesa, essendo difatti la prima persona dopo tutti i cardinali all'interno dell'amministrazione pontificia quando addirittura non era uno di essi.
In campo civile, il governatore si occupava della distribuzione della carità e della cura dei poveri, mentre in campo giudiziario amministrava i tribunali criminali della città e disponeva di una guardia propria di 300 uomini.
Malgrado questo la coincidenza della carica di governatore con quella di vice camerlengo e con tutte le responsabilità che ne derivavano per il governo generale dello stato della chiesa, tali cariche vennero unite solo nel 1585 per merito di Sisto V con la costituzione Romanus Pontifex ed ancor più la sua posizione si accrebbe a partire dal 1667 quando papa Clemente IX abolì la carica di governatore del rione di Borgo e la unì appunto a quella di governatore di Roma affidandogli, in caso di sede vacante, anche il governo del rione e della città leonina.
Pio VII stabilì che fosse la polizia capeggiata dal governatore di Roma a concedere i permessi per l'apertura degli esercizi commerciali, nonché per il loro trasferimento. Oltre a questo il governatore di Roma sovrintendeva all'uso della polvere da sparo nei fuochi d'artificio e particolarmente attiva si dava la sua cura nel periodo di carnevale ove, a causa delle maschere che molti indossavano, potevano più facilmente verificarsi atti illeciti. Sempre alla polizia capeggiata dal governatore spettava la concessione del permesso del porto d'armi per difesa e per la caccia, l'ispezione ed il rilascio dei passaporti, la gestione dei concorsi pubblici.
Nel 1827, Leone XII sottopose i vigili del fuoco pontifici all'amministrazione del governatore di Roma, ed in tal modo il suo successore, Gregorio XVI, sostituì la polizia pontificia con il corpo dei bersaglieri pontifici nel 1833.